# Пресерје (Нова Горица)
Пресерје (словен. Preserje, итал. Presserie di Rifembergo) је насељено место у општини Нова Горица, Горишка регија, Словенија.

## Историја
До територијалне реорганизације у Словенији било су у саставу старе општине Нова Горица.

## Становништво
У попису становништва из 2011. године, Пресерје је имало 466 становника.
| Број становника према пописима | Број становника према пописима | Број становника према пописима |
| ------------------------------ | ------------------------------ | ------------------------------ |
| 1991                           | 2002                           | 2011                           |
| 438                            | 457                            | 466                            |